# 119248 Corbally
119248 Corbally è un asteroide della fascia principale. Scoperto nel 2001, presenta un'orbita caratterizzata da un semiasse maggiore pari a 2,4589187 au e da un'eccentricità di 0,2744092, inclinata di 7,95369° rispetto all'eclittica.